# 嘉諾撒小學
嘉諾撒小學（英語：Canossa Primary School）位於香港黃大仙區竹園親仁街五號，是一家天主教津貼男女小學。

## 校政管理
歷任校監
- 黃佩玲 修女[1]
- 袁慧貞 女士

歷任校長
- 楊寶 女士[1]
- 周志堅 先生
- 杜永強 先生
- 孫福晉 先生

歷任副校長
- 賴雲潔 女士
- 鄭建鴻 先生

## 歷史
嘉諾撒小學建校於1968年，本來是半日制學校，分為上、下午校。2003年新蒲崗校舍落成後，上、下午校分成兩家全日制小學。原校址及校名由下午校沿用，而上午校則遷至九龍新蒲崗采頤里九號，改名為嘉諾撒小學（新蒲崗）。

## 背景
嘉諾撒小學的校訓為「仁愛、正義、謙誠」。辦學團體為嘉諾撒仁愛女修會。

## 著名/傑出校友
- 駱振偉（1996年下午校）：香港男藝人[2]
- 莫鎮賢（1978年下午校）：香港男歌手[註 1]
- 鞠覺亮（1972年）：香港導演
- 邱勇：嶺南大學社會學及社會政策系教授
- 賴偉強: 東華學院教授。香港高等教育科技學院客座教授。